# 岡原功祐
岡原 功祐（おかはら こうすけ、1980年12月8日 - ）は、日本の写真家。東京都出身。アフリカ大陸や南米コロンビアなどで撮影を行い、日本を中心に撮影を続けている。

## 来歴
日本大学豊山高等学校、早稲田大学教育学部卒。南アフリカ国立WITS大学大学院Forced Migration修士課程中退。
2001年に紛争後のコソボを訪れたことがきっかけで写真を撮り始める。
2009年に世界報道写真財団が世界中の若手写真家から12人を選ぶ Joop Swart Masterclass に日本人として初選出。またPhoto District News が選ぶ世界の若手写真家30人にも選ばれる。2010年には『Ibasyo』で、W.ユージン・スミス賞フェローシップを受賞。2012年、原発事故後の福島を撮影した作品でゲッティー・グラント、2014年にはコロンビアの作品で斬新なドキュメンタリー写真に贈られるピエール&アレクサンドラ・ブーラ賞を受賞した。これまでに6冊の写真集を上梓。アートブック制作も精力的に行い、中国のハンセン病村を記録した「消逝的世界」は、バイエルン州立図書館で行われたアートブックの展覧会においてピカソやキース・ヘリングの作品とともに展示され、同館のパーマネント・コレクションとしても収蔵された。またライカ社100周年記念展では、数少ない日本人作家の一人として作品が各国を巡回した。東京都写真美術館、ケブランリー美術館、C/Oベルリン、パリフォト、AIPADなど、各国の美術館やギャラリー、アートフェアでも作品が展示されている。2008年に渡仏。パリで活動していたが、2018年に帰国。京都を拠点に活動を始め、2019年の Kyotographieではメインの展示作家として、Ibasyoの展示とともに、Magnum Live Labの展示も行った。また、写真のみを使った写真作品としての映像作品の制作も行い、アカデミー賞公認で世界最大の短編映画祭であるクレルモン・フェラン国際短編映画祭のコンペ部門オフィシャルセレクションに「blue affair」が選出され、ラス・パルマス国際映画祭の短編コンペ部門では、同作品で審査員特別賞を受賞した。パリのPolkaギャラリー及びベルリンの Only Photogrpahyギャラリー契約作家。

## 受賞歴
- 2021 - 札幌国際短編映画祭最優秀コンテンポラリー・エクスペリメンタル賞
- 2021 - ラス・パルマス国際映画祭審査員特別賞
- 2017 - Saint-Brieuc Grant
- 2014 - Pierre & Alexandra Boulat Award
- 2013 - Festival Photoreporter en Baie de Saint-Brieuc Grant
- 2012 - Getty Images Grants for Editorial Photography
- 2012 - European Publishers Award ファイナリスト
- 2010 - W.ユージン・スミス賞 フェローシップ
- 2009 - World Press Photo - Joop Swart Masterclass
- 2009 - Sony World Photography Awards Cannes 2009, Contemporary Issue 部門2位
- 2009 - PDN's 30 emerging photographers to watch
- 2009 -『Ibasyo　自傷─存在の証明』で第7回開高健ノンフィクション賞最終候補
- 2009 - NPPA Best of Photojournalism, Best Published Picture Story (large market) 部門2位
- 2009 - NPPA Best of Photojournalism, Non-Traditional Photojournalism Publishing 部門2位
- 2008 - Mention spéciale, Prix Kodak de la Critique Photographique
- 2008 - 文化庁 新進芸術家海外留学制度研修員
- 2007 - Visa Pour l'Image, Young Reporter's Award ノミネート
- 2007 - NPPA Best of Photojournalism, Feature Photo Gallery 部門3位
- 2005 - 第6回上野彦馬賞大賞

## 展覧会
- 2021 - "blue affair", 香港国際写真祭, 香港
- 2020 - "Veritiges des jours", Polka Galerie, フランス・パリ
- 2019 - "Ibasyo", Kyotographie, 京都
- 2019 - "Magnum Live Lab", Kyotographie, 京都
- 2018 - "Terre des îles", Polka Galerie, フランス・パリ
- 2017 - "Rhapsody in the dark",Festival Photoreporter, フランス・サンブリユー
- 2017 - "Vanishing Existence - special edition-",SHOW CASE,バイエルン州立図書館, ドイツ・ミュンヘン
- 2016 - "Fragments", Polka Galerie, フランス・パリ
- 2016 - "Fragments", パリ・日本文化会館, フランス・パリ
- 2016 - "Fragments", エスパス空
- 2016 - "Fragments", 六甲山国際写真祭
- 2015 - "Almost Paradise", Only Photography, ドイツ・ベルリン
- 2015 - "Fragments/Fukushima", Photo Antalya, トルコ・アンタルヤ
- 2014 - "100 years of Leica Photography", House of Photography,ドイツ・ハンブルク
- 2013 - "Surviving for existence, Abkhazia", Festival Photoreporter, フランス・サンブリユー
- 2011 - "Kosuke Okahara et Jehsong Baak", Galerie KJB, フランス・パリ
- 2011 - "Vanishing Existence", Corps et âmes, Polka Galerie, フランス・パリ
- 2011 - "Ibasyo", Photoquai 2011, Quai Branly 美術館, フランス・パリ
- 2011 - "Ibasyo", Kunsthal 美術館, オランダ・ロッテルダム
- 2011 - "Any given day", Chobi Mela VI 国際写真フェスティバル, バングラデシュ・ダッカ
- 2010 - "Chance", Festiwal Fotodocumentu, ドキュメンタリー写真フェスティバル, ポーランド, ポズナン
- 2010 - "Resistance", Festiwal Fotodocumentu ドキュメンタリー写真フェスティバル, ポーランド, ポズナン
- 2010 - "Ibasyo", オレンジ国際写真フェスティバル, 中国, 長沙
- 2010 - "Ibasyo", Fotografia ローマ国際写真フェスティバル, イタリア・ローマ
- 2010 - "Vanishing Existence", TOKYO PHOTO, ギャラリー21, 六本木ヒルズ 森タワー
- 2010 - "Vanishing Existence", Power of Photography, ギャラリー21, お台場
- 2009 - "Chance", POLKA Galerie, フランス・パリ
- 2009 - "Ibasyo", Noorderlicht International Photography Festival, オランダ・グローニンゲン
- 2009 - "Almost Paradise", Editors' Choice 雑誌が選ぶ、今最も期待する若手写真家展 リコー・リングキューブ
- 2009 - "Vanishing Existence", Chobimela V International Photography Festival, バングラデシュ・ダッカ
- 2008 - "Rebels on the edge", TOPS CHINA International Photojournalism Festival, 中国・瀋陽
- 2006 - "Resistance" -ダルフール内戦, タイ外国人記者クラブ, タイ・バンコク
- 2006 - "Resistance" -ダルフール内戦, 大阪ニコンサロン
- 2005 - 上野彦馬賞受賞作品展, 東京都写真美術館
- 2005 - "Resistance" -ダルフール内戦, 新宿ニコンサロン

## 映画祭
- 2021 - ブカレスト国際実験映画祭・コンペ部門正式招待『blue affair』
- 2021 - 札幌国際短編映画祭・最優秀コンテンポラリー・エクスペリメンタル賞受賞『blue affair』
- 2021 - Les Nuits Photo『blue affair』
- 2021 - ニューホーランドアイランド国際映画祭・短編コンペ部門正式招待『blue affair』
- 2021 - Court C’est Court 映画祭正式招待『blue affair』
- 2021 - ブエウ国際短編映画祭・実験映画コンペ部門正式招待『blue affair』
- 2021 - ラス・パルマス国際映画祭・短編映画コンペ部門審査員特別賞受賞『blue affair』
- 2021 - クレルモンフェラン国際短編映画祭・Labコンペ部門正式招待『blue affair』

## コレクション
- バイエルン州立図書館, ドイツ・ミュンヘン
- F11フォトミュージアム, 香港
- 近畿大学, 大阪
- 清里フォトアートミュージアム, 長野
- プライベートコレクション

## 写真集
- 『blue affair』 THE BACKYARD, 2020
- 『Ibasyo』 工作舎, 2018 ISBN 978-4-87502-490-3
- 『消逝的世界・大型版』 2016
- 『Fukushima Fragments』Editions de la Martinière, 2015
- 『Almost Paradise』Only Photography社, 2014
- 『Ibasyo Book Journey』, Handependent, 2014
- 『消逝的世界・特別版』BACKYARD PROJECT, 2013
- 『消逝的世界』BACKYARD PROJECT, 2013
- 『CONTACT #1 -Any given day-』KOW, 2013

## 主な発表媒体
TIME, Wall Street Journal, New York Times, Le Monde, International Herald Tribune, Courrier International, L'Espresso,L'Illustré, Russian Reporter, Businssweek, PHOTO, POLKA Magazine, foto 8, Photo District News, Enjeux Les Echos, Ventiquattro, Top Girl, Vision Magazine, 風の旅人, Newsweek日本版, クーリエ・ジャポン, コヨーテ, アエラ , 月刊プレイボーイ, PDFx12, 国際協力機構, 週刊朝日, フォトグラフィカ, 中央公論, Monthly JICA, アサヒカメラ, カメラマガジン

## その他クライアント
- コム・デ・ギャルソン

## TV出演等
- NHK World の人物ドキュメンタリー番組 Rising Artist に出演し、福島での取材や、普段の活動などが紹介される。